# The Haunted House (film 1911)
The Haunted House è un cortometraggio muto del 1911 diretto da William F. Haddock.

## Trama
Un avventuriero passa una notte insonne in una casa maledetta, dopo che vi si è rifugiato a causa di una tempesta.

## Produzione
Il film fu prodotto dall'Independent Moving Pictures Co. of America (IMP).

## Distribuzione
Il film - un cortometraggio in una bobina - uscì nelle sale USA il 4 settembre 1911, distribuito dalla Motion Picture Distributors and Sales Company.